# Milton Ottey
Milton Ottey, född 29 december 1959, är en friidrottare från Kanada. Han deltog vid olympiska sommarspelen 1984 och olympiska sommarspelen 1988.